# Barnstaple (stacja kolejowa)
Barnstaple – stacja kolejowa w mieście Barnstaple, w hrabstwie Devon na linii kolejowej Tarka Line. Stacja pozbawiona sieci trakcyjnej. Jest ostatnią, końcową stacją linii. W latach 1874–1979 była stacją węzłową, obsługującą połączenia z Bideford i Ilfracombe, zamknięte na mocy Beeching Axe.

## Ruch pasażerski
Stacja w Barnstaple obsługuje 423 176 pasażerów rocznie (dane za okres od kwietnia 2021 do marca 2022). Posiada bezpośrednie połączenia z Exeterem.

## Obsługa pasażerów
Automaty biletowe, przystanek autobusowy, postój taksówek. Pociągi odjeżdżają ze stacji co godzinę. Stacja ma połączenie szlakiem dojściowym z South West Coast Path. Na stacji znajduje się kawiarnia, która została wyróżniona w 2009 r. w konkursie na najlepsze kawiarnie dworcowe.